# Фибрин
Фибринът е неразтворим белтък в кръвта на гръбначните, получен от фибриногена на кръвната плазма под действието на тромбина в процеса на кръвосъсирване. Той образува мрежа от тромбоцити (кръвен съсирек).
Фибринът се разгражда до серия от продукти под действието на плазмина в процеса на фибринолизата.